# Cantón San Miguel de Los Bancos
San Miguel de Los Bancos es una entidad territorial subnacional ecuatoriana, es uno de los ocho cantones que conforman la Provincia de Pichincha. Se ubica al noroccidente de la misma en una zona de transición entre la sierra y costa ecuatoriana, en el chocó andino,caracterizada por un clima subtropical húmedo y una rica biodiversidad propia del bosque nublado. Se encuentra ubicado a 94 kilómetros de la ciudad de Quito.
La proyección censal de 2023 indica que tiene una población estimada de 17.573 habitantes, lo que lo convierte en el cantón número 132 en base a la población, en el Ecuador. Está conformado por dos parroquias; una urbana, San Miguel de Los Bancos que es su cabecera cantonal, y una rural, la parroquia de Mindo. 
Es conocido por su exuberante naturaleza, sus cascadas y ríos, que lo convierten en un destino popular para el ecoturismo y la observación de aves, especialmente su parroquia rural Mindo. Su economía se basa principalmente en la agricultura (especialmente el cultivo de caña de azúcar y palmito), la ganadería y, en menor medida, el turismo.
Aunque la evidencia arqueológica es limitada en comparación con otras zonas de la provincia, se sabe que la región, conocida como el País Yumbo, estuvo habitada por las culturas Yumbo y Nigua, populares por su adaptación al entorno del bosque nublado y su red de caminos llamados culuncos. Durante el período colonial español, la zona, debido a su difícil acceso y densa vegetación, no fue un centro de asentamiento importante, manteniéndose relativamente aislada. No fue sino hasta la época republicana, y especialmente en el siglo XX, con la expansión de la frontera agrícola y la construcción de vías de comunicación, que la región comenzó a integrarse más plenamente a la vida nacional, culminando con su parroquialización en 1971 bajo la presidencia de José María Velasco Ibarra y su posterior cantonización en 1991 en la presidencia de Rodrigo Borja Cevallos.

## Toponimia
El nombre de este Cantón proviene de una época en la que una enorme cantidad de grandes árboles fueron talados, quedando solo sus troncos como bancas para el descanso de las personas. Otros aseguran que fue el naturalista Pedro Vicente Maldonado, en sus viajes de investigación científica hacia Esmeraldas, quien denominó al sitio como Los Tucos. El padre Bernabé de Larraul bautizó finalmente al pueblo como San Miguel de Los Bancos.

## Historia
La zona de Mindo fue un importante asentamiento Yumbo-Nigua, los cuales habitaron los bosques subtropicales durante la época precolombina, además de la selva occidental Andina ubicándose en la ladera occidental del volcán Pichincha. El pueblo Yumbo estuvo localizado en una estratégica posición geográfica, en forma de cuello de botella, lo que les permitió a ellos asentarse en una vía de intercambio comercial. 
En la época colonial y durante los primeros años de la República, existieron grandes haciendas en donde trabajaron una gran población de raza negra. Durante la Colonia, en Mindo existían cañaverales y trapiches donde los esclavos negros elaboraban la panela. Quedan aún vestigios del trapiche que hoy se denomina La Casa Amarilla, construido por el general Vicente Aguirre. 
En el año 1956 se dona el terreno para el establecimiento del pueblo de Mindo, dividiéndolo en 64 lotes para el mismo número de pobladores. A partir de 1963 se inicia la construcción de la carretera que llegaría a Mindo la misma que concluye al finalizar el año 1964. La carretera Calacali-La Independencia se inaugura en 1992.

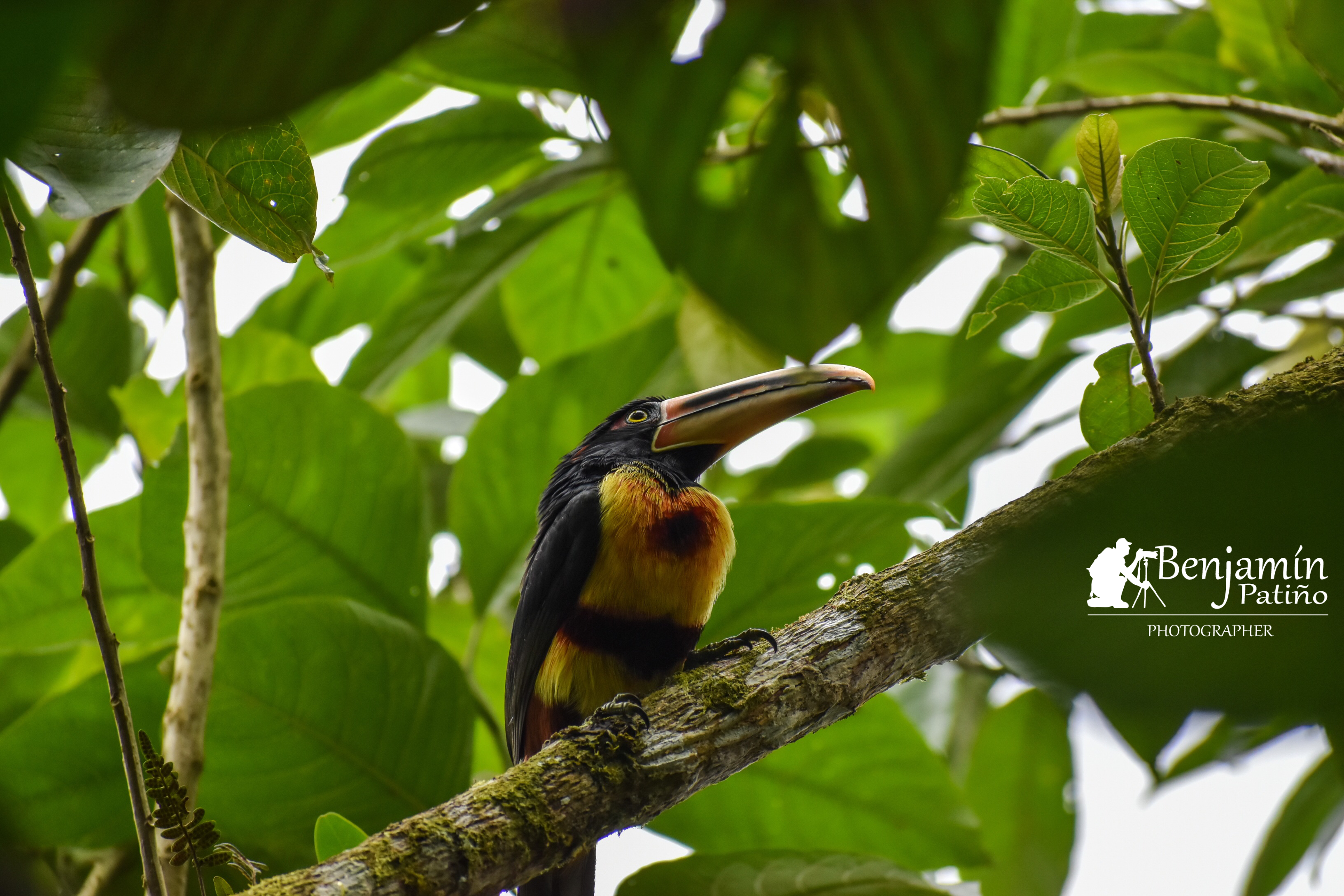
LA PARROQUIA MINDO RECONOCIDA A NIVEL MUNDIAL POR SU AVISTAMIENTO DE AVES

La Parroquia de San Miguel de los Bancos fue creada mediante Acuerdo Ministerial del 2 de abril de 1971, siendo Presidente de la república el Dr. José María Velasco Ibarra y su cantonización se lleva a cabo mediante Decreto n.º 115 del 14 de febrero de 1991, siendo Presidente el Dr. Rodrigo Borja.

## Geografía
Superficie: 86.459.3 has.
Temperatura media:' 16 a 22 C
Altitud: 550 a 1800 m s. n. m.
Clima: El cantón tiene un clima bastante lluvioso y se observa con frecuencia la formación de neblina por su ubicación geográfica en ceja de montaña con una humedad promedio de 95 %.
Demografía: Está poblado por descendientes de colonos orenses, lojanos y manabitas y su población es de 17.614 habitantes (Proyección al 2000. Fuente: INEC)
El cantón está ubicado en medio de la exuberante vegetación propia del bosque húmedo. en las estribaciones del ramal occidental de la cordillera de los Andes, dentro de la subcuenca hidrográfica del río Blanco y del río Guayllabamba, y de la cuenca hidrográfica mayor del río Esmeraldas. El 60 por ciento es su topografía es plana ondulada.  Pertenece al ecosistema de bosque nublado, bosque húmedo subtropical y bosque húmedo tropical. 

### Límites
Al norte con los cantones Puerto Quito, Pedro Vicente Maldonado y con el Distrito Metropolitano de Quito, al sur y oeste el cantón Santo Domingo y al este el Distrito Metropolitano de Quito.

## División política y administrativa
San Miguel de los Bancos es uno de los 8 cantones de la Provincia de Pichincha ubicado en la zona noroccidental de la misma consta de dos Parroquias, Mindo y la Cabecera cantonal San Miguel de Los Bancos; además, posee 52 centros poblados entre comunidades, recintos y cooperativas distribuidas en toda la geografía cantonal, siendo las más importantes San Bernabé, Ganaderos Orenses, San José de Saloya, Pueblo Nuevo, entre otros.

## Recursos naturales
El territorio cantonal se encuentra un importante recurso natural como es el Bosque Protector Mindo Nambillo con una superficie total de 19 200 has de las cuales 8596 ha se encuentran en Mindo. Este Bosque Protector forma parte de la Zona Núcleo de la Reserva de Biósfera del Chocó Andino de Pichincha y parte del cantón también se encuentran dentro del área de influencia de esta Área reconocida por UNESCO en julio de 2018. Una gran superficie del área cantonal se encuentra ocupada de pastizales ya que la principal actividad del cantón es la ganadería este cultivo ocupa 22.600 hs, también se realizan cultivos de palmito, caña de azúcar, plátano, naranjilla en pequeñas superficies. 
Uno de los principales recursos de San Miguel de Los Bancos es el hídrico, en su territorio originan un sinnúmero de riachuelos y pequeñas vertientes que dan paso a ríos de considerable tamaño como por ejemplo nacen los Ríos Santa Rosa, Río Nambillo, Río Mindo, Río Cinto, Río Saloya, Río Canchupí, Estero la Sucia, Río Bagasal, Río San Antonio los que confluyen para formar el Río Blanco además Río Caoní alimentado por el Río Jordan, Río Achiote. En el sector norte del territorio nacen el Río del Oso, Río Tatala que alimentan al río Pachijal y este a su vez al Río Guayllabanba al igual que el río Pitzara.

## Turismo

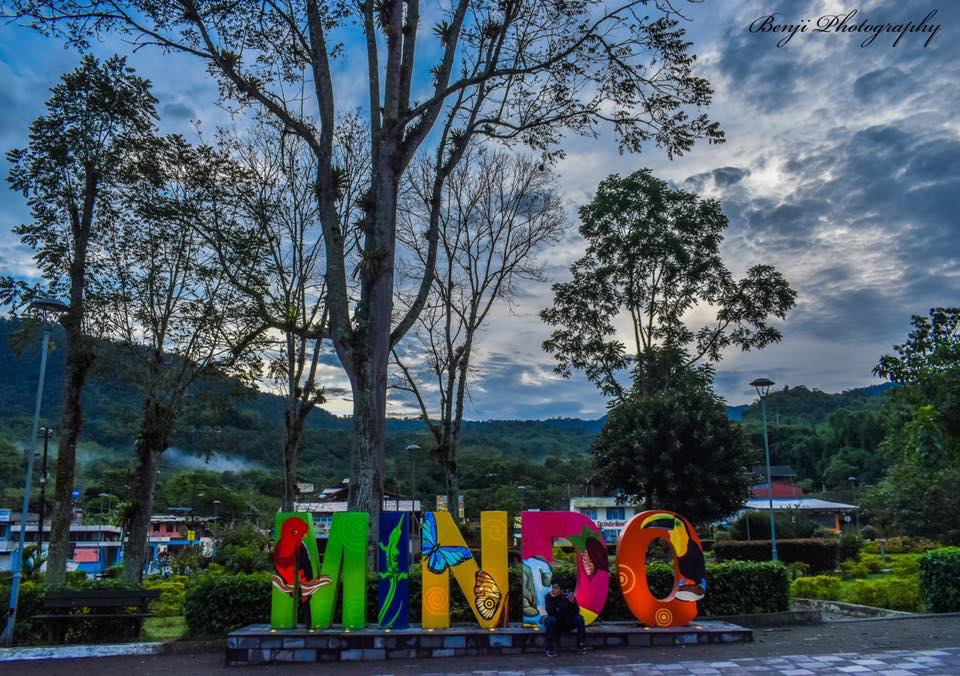

Toda la zona es visitada por sus cascadas, ríos y biodiversidad, se destacan los ríos Cristal, Nambillo y Mindo, que confluyen en el Blanco y forman en su descenso cascadas como la de Milpe, cerca de la cabecera cantonal. Existe también la cascada La Sucia, en el río del mismo nombre y la cascada Tatalá, en e límite con Pedro Vicente Maldonado y no muy visitada. El río Mulaute es otro sitio de interés turístico, en el límite con Santo Domingo, en varios tramos de estos ríos se practica el rafting. La comida típica es la guaña o campeche, que es un pescado que se consume estofado con plátano de tipo denominado orito verde. El ceviche de palmito, la tilapia, lomo a la piedra y el dulce de guayaba.

## Fiestas y conmemoraciones
Aunque la cantonización fue un 14 de febrero, las fiestas se celebran el 17 de julio. Se realiza el pregón, la elección de reina, y se desarrollan diversos, espectáculos artísticos y eventos deportivos en los que intervienen los otros cantones. Son conocidas las corridas de toros en plazas móviles como la de La Macarena y también hay toros populares. Otros eventos son el campeonato de ecuavoley, el de cuarenta y el concurso de gallos en El Palenque. Y finalmente, los bailes populares. En el desfile cívico participan las instituciones educativas del cantón. 

## Educación
En el cantón existen 32 escuelas registradas en el Ministerio de Educación del Ecuador, dos colegios a distancia y cinco presenciales

## Economía
La cabecera cantonal, San Miguel de Los Bancos, muestra las características comunes a varios de los pueblos ubicados entre la Sierra y la Costa: el movimiento comercial se desenvuelve en la calle principal, donde se encuentran hoteles, restaurantes y almacenes, sobre todo de productos agropecuarios, así como servicios veterinarios y tiendas para el consumo diario de la población. 
El cantón comprende 26 centros poblados (denominados así cuando hay por lo menos 10 casas y una escuela). Algunos de estos centros son: Pueblo Nuevo, con un centro comunitario para procesamiento de lácteos. Río Saloya, en las faldas del Guagua Pichincha, a donde se llega a lomo de mula. El Chipal, zona de antiguas poblaciones indígenas. Mirador Lojano, formado básicamente por lojanos. Unión Bolivarense, donde los migrantes de la provincia de Bolívar mantienen tradiciones fuertes como el festejo del Carnaval de Guaranda. Ganaderos Orenses, sitio de artesanos del bambú, tagua, chonta y semillas como la "pepa de San Pedro". Mirador de Cocaniguas, que está en la parte alta, desde donde se divisa la llanura costera. La Florida, rico en naranjillas. San Bernabé, con siembra de cacao, palmito y desarrollo de ganadería doble propósito. 23 de junio, a orillas del río La Sucia, se destaca por la producción de leche; aquí se procesan quesos y existe una conocida feria de este producto. En Paisaje del Río Blanco es destacable la ganadería y el cultivo de maíz
La población del cantón, se dedica preferentemente a la ganadería y a agricultura. Es una zona rica en cultivos de pimientos, borojó, palmito, naranjas, pimienta, naranjilla, plátano, yuca y maní. Los bosques producen laurel, copal y pachaco. La principal actividad es la producción lechera, que se comercializa en el cantón con empresas productoras de lácteos. Según un estudio hecho por los ganaderos de la zona, la producción de leche asciende a 1'300.000 litros mensuales. En este aspecto, se destaca la comunidad Primero de Mayo, tomada como modelo para proyectos lecheros en otras partes del país. Algunos productos se venden a través del Centro de Comercialización Comunitaria, ubicado en Pueblo Nuevo.